# Trengereid Station
Trengereid Station (Trengereid stasjon) er en jernbanestation på Bergensbanen, der ligger i bygden Trengereid i Bergen kommune i Norge. Stationen er lidt specielt indrettet, da den ligger ved enden af et krydsningsspor, hvoraf det meste af det ene spor ligger i tunnel. Passagererne benytter en perron, der ligger mellem sporene ved tunnelmundingen. Derudover er der en perron med en stationsbygning af træ ved sporskiftet umiddelbart syd for, men denne perron er ikke i brug.
Stationen åbnede som holdeplads sammen med Vossebanen, på dette stykke nu en del af Bergensbanen, 11. juli 1883. Oprindeligt hed den Trængereid, men stavemåden blev ændret til Trengereid i april 1894. Den blev opgraderet til station 1. juli 1910. Den blev fjernstyret 28. juni 1979 og gjort ubemandet 1. juli samme år.